# Авторское право в Беларуси
Авторское право в Беларуси основывается на Законе «Об авторском праве и смежных правах», который вступил в силу 30 ноября 2011 г.

## Общая информация
Законодательство Республики Беларусь в области авторского права и смежных прав основывается на Конституции и состоит из Гражданского кодекса, Закона от 17 мая 2011 г. «Об авторском праве и смежных правах», а также актов законодательства, которые устанавливают минимальные ставки авторского вознаграждения за использование некоторых видов произведений литературы и искусства, порядок их применения, а также детализируют порядок осуществления деятельности по коллективному управлению имущественными правами авторов и иных правообладателей.

## Объекты авторского права
К произведениям, охраняемым авторским правом относятся:
1. литературные произведения;
2. драматические и музыкально-драматические произведения, произведения хореографии и пантомимы и другие сценарные произведения;
3. музыкальные произведения с текстом и без текста;
4. аудиовизуальные произведения (кино-, теле-, видеофильмы и др.);
5. произведения изобразительного искусства (скульптура, живопись, графика, литография и др.);
6. произведения прикладного искусства и дизайна;
7. произведения архитектуры, градостроительства и садово-паркового искусства;
8. фотографические произведения;
9. карты, планы, эскизы, иллюстрации и пластические произведения, относящиеся к географии, картографии и другим наукам;
10. компьютерные программы;
11. произведения науки (монографии, статьи, отчеты, научные лекции, диссертации и др.);
12. иные произведения

Закон также относит к объектам авторского права составные и производные произведения.

## Права автора
Права, принадлежащие автору, законом разделяются на личные неимущественные, которые являются неотчуждаемыми и не могут быть переданы, и на имущественные, которые могут передаваться.
К личным неимущественным правам автора относятся:
- право авторства;
- право на имя, то есть право использовать или разрешать использовать произведение под подлинным именем автора, вымышленным именем (псевдонимом) или без обозначения имени (анонимно);
- право на неприкосновенность произведения;
- право на обнародование произведения и право на отзыв решения об обнародовании

Имущественные права включают в себя исключительное право автора или иного правообладателя использовать произведение по своему усмотрению в любой форме и любым способом, а также право на получение авторского вознаграждения за каждый способ использования произведения. К имущественным правам относится также право следования, представляющее собой право автора или его наследников получать 5 % от цены произведения каждый раз при публичной перепродаже оригиналов произведений изобразительного искусства, оригиналов рукописей произведений писателей, композиторов и ученых.

## Свободное использование
В отдельных случаях допускается использование произведений без разрешения правообладателя и без выплаты вознаграждения (при условии, что указано имя автора и соблюдены другие его права). К таким случаям Закон относит:
- цитирование в исследовательских, образовательных, полемических, критических или информационных целях
- публичный показ, устроенный лицом, правомерно владеющим оригиналом произведения
- воспроизведение произведения для целей судопроизводства
- публичное исполнение музыкальных произведений во время религиозных церемоний и похорон
- публичное исполнение произведений непрофессиональными исполнителями и самодеятельными коллективами художественного творчества
- передача в эфир или по кабелю фотографий, произведений архитектуры, изобразительного искусства в случае, если такие произведения постоянно находятся в месте, открытом для свободного посещения и не являются основным объектом передачи

Отдельные статьи Закона посвящены свободному использованию произведений в сми (ст.33), в библиотеках и архивах (ст.37), воспроизведению произведений для незрячих и слабовидящих лиц (ст.34), свободному использованию произведений в личных (ст.35), а также в образовательных и исследовательских целях (ст.36).

## Срок действия
Личные неимущественные права на произведения науки, литературы и искусства охраняются бессрочно. Имущественные права охраняются в течение жизни автора и 50 лет после его смерти. Для произведений, созданных в соавторстве, охрана имущественных прав действует в течение жизни и 50 лет после смерти автора, пережившего других соавторов.

## Защита авторского права
В случае нарушения исключительного права на объект авторского права правообладатель вправе требовать по своему выбору от нарушителя возмещения убытков или выплаты компенсации в размере от десяти до пятидесяти тысяч базовых величин.

## Участие в международных договорах
Республика Беларусь участвует в следующих международных договорах в области авторского права:
- Всемирная конвенция об авторском праве — c 1994 г.[7];
- Бернская конвенция об охране литературных и художественных произведений — c 1997 г.[8];
- Договор Всемирной организации интеллектуальной собственности по авторскому праву — с 2002 г.[9]